# Torysa (okres Sabinov)
Torysa je obec na Slovensku v okrese Sabinov. V obci žije přibližně 1 700 obyvatel. První písemná zmínka o obci pochází z roku 1265.

## Poloha
Střed obce se nachází v nadmořské výšce 420 m. Podél jižního okraje protéká říčka Torysa, podél severního okraje prochází státní silnice č. 68.

## Zajímavosti
Na okraji obce stojí kostel Nejsvětějšího srdce Ježíšova.

## Znak
Blason: v červeném štítu na zeleném pažitu stojí stříbrně (bíle) oděný muž se zlatými vlasy nesoucí v pravé ruce dýmku, ze které se valí stříbrný (bílý) dým.
Obecní znak je převzatý z erbového pečetidla z roku 1787, jehož otisky byly nalezeny na dokumentech z let (1867–1879. Význam muže s dýmající fajfkou není objasněn.